# Johannes Lischka
Johannes Simon Lischka (* 2. April 1987 in Gießen) ist ein deutscher Basketballspieler.

## Karriere
Der 2,03 m große und 106 kg schwere Forward begann seine sportliche Karriere beim VfB Gießen und wechselte 2005 zum Zweitligisten TV Lich, bei dem er ab 2007 als Doppellizenzspieler auch beim Erstligisten und Kooperationspartner Gießen 46ers eingesetzt wurde. In der 2. Bundesliga ProA wurde er in der Saison 2008/09 mit dem Titel „Youngster des Jahres“ als bester Nachwuchsspieler ausgezeichnet. Im August 2009 wurde er von Bundestrainer Dirk Bauermann erstmals in die Nationalmannschaft der Herren berufen. 2010 wechselte er zum Ligakonkurrenten EnBW Ludwigsburg, bei dem er sich bessere sportliche Perspektiven versprach. Er konnte seine persönlichen Einsatzzeiten bei den Ludwigsburgern auf über 20 Minuten pro Spiel steigern. Die Mannschaft konnte sich allerdings in den Spielzeiten 2010/11 und 2011/12 nicht für die Play-offs um die Deutsche Meisterschaft qualifizieren. Stattdessen kämpfte man in der Saison 2011/12 wie die Gießener gegen den Abstieg aus der höchsten Spielklasse. Zur Saison 2012/2013 unterzeichnete er keinen neuen Vertrag in Ludwigsburg und verließ den Verein nach zwei Jahren. Er wechselte erneut innerhalb der Liga und schloss sich bis 2014 den Walter Tigers Tübingen an.
Nach einer sehr erfolgreichen Saison 2012/2013 (11,2 Punkte und 6,3 Rebounds je Begegnung), in welcher die Tübinger nur knapp den Einzug in die Playoffs der Bundesliga verpassten, wurde im November 2013 bei Lischka ein Tumor an der Hypophyse diagnostiziert, der in einer Operation entfernt wurde. Nach der Operation hatte Lischka mit den Nebenwirkungen der Operation zu kämpfen, da bestimmte Hormone nicht mehr produziert wurden und er deswegen stark an Gewicht zunahm. Vier Wochen nach seiner Rückkehr auf das Feld nahm Lischka eine Auszeit, da er seiner Ansicht nach nicht mehr genügend Einsatzzeit bekam. Während dieser Auszeit wollte er u. a. versuchen, sein Gewicht wieder zu verringern.
Zur Saison 2014/2015 verließ Lischka Tübingen und wechselte innerhalb der Liga. Er unterschrieb einen Vertrag über ein Jahr beim Mitteldeutschen Basketball Club aus Weißenfels. Noch vor Saisonstart wurde der Vertrag aufgelöst und Lischka kehrte in seine Heimatstadt Gießen zurück, um erneut bei den Gießen 46ers zu spielen. Nach acht Einsätzen in der ProA nahm er sich im November 2014 eine erneute Auszeit, bevor am 10. Juni 2015 sein Wechsel zu den MLP Academics Heidelberg in die 2. Basketball-Bundesliga ProA bekannt gegeben wurde. Im November 2015 gab er das Ende seiner Profibasketballkarriere bekannt. „Seine Energie reichte nicht mehr aus, um den Erwartungen im Profibasketball gerecht zu werden“, hieß es in einer Medienmitteilung des Heidelberger Vereins anlässlich von Lischkas Karriereende.
Trotz seines Rückzugs als Berufsspieler war Lischka weiterhin basketballerisch aktiv und spielte für den TV Lich in der 1. Regionalliga. In der Saison 2016/17 half er gelegentlich bei den Licher Basket Bären in der 2. Bundesliga ProB aus.
Seit der Saison 17/18 spielt Lischka bei den Gießen 46ers Rackelos in der ProB. Die neuformierte Mannschaft schloss die Spielzeit auf dem zweiten Tabellenplatz ab und qualifizierte sich somit für die Playoffs. Für Lischka war es die erste Playoffteilnahme im Verlauf seiner Profikarriere. Lischka spielte insgesamt fünf Spielzeiten bei den Rackelos in der ProB, führte sie viermal in die Playoffs und war in jeder Spielzeit einer der statistisch gesehen stärksten Spieler der Liga.
2022 wechselte Lischka zum Lich Basketball e. V. zurück, wo er als Spieler in der ersten Mannschaft (1. Regionalliga) sowie als Trainer der zweiten Mannschaft und im Jugendbereich tätig ist.
Sein zwei Jahre jüngerer Bruder Benjamin Lischka ist ebenfalls Basketballspieler auf professionellem Niveau und spielte mehrere Jahre in der BBL für Gießen und Bonn. Seit 2021 spielt Benjamin Lischka bei den Gießen Pointers. Der Journalist Gregor Lischka ist sein Cousin.

## Erfolge
- 2. Basketball-Bundesliga Süd – Nachwuchsspieler des Jahres (2007)
- Pro A – Nachwuchsspieler des Monats Dezember (2007)
- Basketball-Bundesliga U20-Allstar (2007)
- Pro A – Nachwuchsspieler des Monats März (2008)
- Pro A – Nachwuchsspieler des Jahres (2009)
- Bundesliga-Allstar (2012)
- Pro A – Meister 2014/2015